# Arc-lès-Gray
Arc-lès-Gray é uma comuna francesa na região administrativa de Borgonha-Franco-Condado, no departamento de Alto Sona. Estende-se por uma área de 12,1 km². Em 2010 a comuna tinha 2 561 habitantes (densidade: 211,7 hab./km²).